# Fredrik Martinsson
Tim Fredrik Mikael Martinsson, född 13 april 1997, är en svensk fotbollsspelare som spelar för Trelleborgs FF. Hans far, Mikael Martinsson, är en före detta fotbollsspelare främst i IFK Göteborg.

## Karriär
Martinsson började spela fotboll i Sävedalens IF. Mellan 2012 och 2013 spelade han 10 matcher och gjorde ett mål för Jonsereds IF i Division 2. Därefter spelade Martinsson för Örgryte IS och GAIS ungdomslag. Mellan 2017 och 2019 spelade han för Qviding FIF.
I december 2019 värvades Martinsson av GAIS, där han skrev på ett tvåårskontrakt. Martinsson gjorde sin Superettan-debut den 16 juni 2020 i en 1–0-vinst över Jönköpings Södra, där han blev inbytt i den 90:e minuten mot Mervan Celik.
I mars 2021 lånades Martinsson ut till Ljungskile SK på ett låneavtal till den 15 juli. Låneavtalet förlängdes sedan över resten av säsongen. Inför säsongen 2022 blev det en permanent övergång till Ljungskile SK för Martinsson som skrev på ett ettårskontrakt.
I januari 2023 skrev Martinsson på ett ettårskontrakt med Utsiktens BK. I mars 2024 förlängde han sitt kontrakt med ett år. I augusti 2024 värvades Martinsson av Trelleborgs FF, där han skrev på ett halvårskontrakt.